# Bledius pygmaeus
Bledius pygmaeus är en skalbaggsart som beskrevs av Wilhelm Ferdinand Erichson 1839. Bledius pygmaeus ingår i släktet Bledius, och familjen kortvingar. Arten har ej påträffats i Sverige.